# Megastes brunnettalis
Megastes brunnettalis is een vlinder uit de familie van de grasmotten (Crambidae), uit de onderfamilie van de Spilomelinae. De wetenschappelijke naam van deze soort is voor het eerst voorgesteld als Omphisa brunnettalis door Harrison Gray Dyar Jr. in een publicatie uit 1912.
De soort komt voor in Mexico.